# Impost

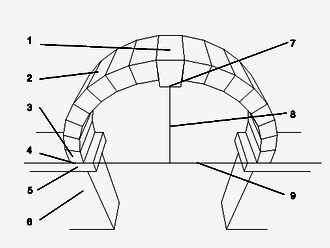
1. slutsten
2. kilsten
3. anfangssten
4. anfang
5. impost
6. vederlag
7. hjässa
8. pilhöjd
9. spännvidd.

Impost är ett arkitektoniskt element och utgör den murbädd på vilket bågars och valvs understa skift vilar.